# Mănăstirea Pissiota
Mănăstirea Pissiota este o mănăstire ortodoxă din România situată în comuna Poienarii Burchii, județul Prahova.
Printre casele țărănești se zărește originala construcție a bisericii mânăstirii. Ctitorul mânăstirii, Nicolae Pissiota, a părăsit meleagurile natale ale Greciei și s-a stabilit în România, iar propria afacere - o antrepriză de construcții - i-a adus numeroase satisfacții. S-a hotărât să ctitorească o mânăstire, chiar pe moșia sa, cumpărată de la  generalul Angelescu, de două ori ministru de război în perioada interbelică. Mânăstirea a fost ridicată după proiectul arhitectului Ioan Giurgea.
Așezământul a devenit o sinteză incontestabilă între Orient și Occident, dintre Renașterea italiană și stilul clasic bizantin. Cocheta și inedita biserică a fost pictată de apreciatul Costin Petrescu - același artist care pictase fresca de la Ateneul Român și  Catedrala din Alba Iulia. Doar trei maici au venit la Pissiota din obștea de la Ghighiu și au muncit strașnic, începând din anul 1933. În afara stareței mai erau maicile Irina și Alexia. Cele două erau mamă și fiică, tunse în monahism la aceeași dată, într-o impresionantă ceremonie, cum spun martorii oculari.
Acum, mama care se împotrivise ca fiica ei să se călugărească i-a urmat exemplul. Fiica ei este stareță și mama îi este ucenică. Credinciosul care se roagă în frumoasa biserică a mânăstirii descoperă comorile culturale adunate aici. Dintre acestea, cea mai importantă este icoana Maicii Domnului cu Pruncul, renumită pentru minunile pe care le-a făcut de-a lungul timpului. Icoana a fost pictată de Eustațiu Stoenescu (1884-1959), după o tehnică impresionantă. În orice loc stă credinciosul în biserică, are impresia că ochii Maicii Domnului îl însoțesc cu privirea. Icoana aceasta a plâns de mai multe ori.
Tot aici există și o raclă cu moaștele Sfinților Dimitrie,  Izvorâtorul de mir, Teodor Stratilat,  Trifon, Ioachim de Vatoped și al  Cuvioșilor uciși în Sinai și Rait. Biserica mai adăpostește un muzeu subteran în care este expusă o piesă rară - o mică icoană, pictată pe lemn de Nicolae Grigorescu.